# Обромб (Пшасниський повіт)
Обромб (пол. Obrąb) — село в Польщі, у гміні Пшасниш Пшасниського повіту Мазовецького воєводства.
Населення — 404 особи (2011).
У 1975-1998 роках село належало до Остроленцького воєводства.

## Демографія
Демографічна структура станом на 31 березня 2011 року:
|          | Загалом | Допрацездатний вік | Працездатний вік | Постпрацездатний вік |
| -------- | ------- | ------------------ | ---------------- | -------------------- |
| Чоловіки | 204     | 40                 | 145              | 19                   |
| Жінки    | 200     | 52                 | 101              | 47                   |
| Разом    | 404     | 92                 | 246              | 66                   |